# Rennvogel
Der Rennvogel (Cursorius cursor) ist eine Limikolenart aus Nordafrika und Asien, die zur Familie der Brachschwalbenartigen (Glareolidae) gehört. Die vom nördlichen Afrika bis nach Turkmenien vorkommende Art ist vor allem im südlichen Europa seltener Irrgast. Aus dem mitteleuropäischen Raum gibt es nur vereinzelte Beobachtungen, die überwiegend aus dem 19. Jahrhundert stammen.
Es werden in der Regel fünf oder sechs Unterarten für diese Art unterschieden.

## Beschreibung
Der etwa 23 cm lange Rennvogel ist ein zierlich gebauter, regenpfeiferartiger Vogel mit einer auffallend aufrechten Haltung. Er hat relativ lange Beine, einen auffallend runden Kopf und einen nach unten gebogenen Schnabel. Das Gefieder ist auf der Oberseite einfarbig sandfarben hellbraun bis beige (was auch der englische Name Cream-coloured Courser deutlich macht), auf der Unterseite deutlich heller. Auffällig stechen der weiße Überaugenstreif und der darunterliegende schwarze Augenstreif hervor. Diese laufen im Nacken v-förmig zusammen. Die hintere Hälfte des Oberkopfes ist bläulich grau gefärbt. Ebenso markant sind die schwarzen Schwingen. Im Flug fallen außerdem die recht langen, spitzen Flügel auf, die – wie auch die entspannten Flügelschläge – die Verwandtschaft mit den Brachschwalben deutlich machen. Männchen und Weibchen unterscheiden sich nicht.
Es gibt mehrere Unterarten (cursor, dahlakensis, bannermani, exsul, bogolubovi). Die südafrikanischen Unterarten werden heute zumeist einer eigenen Art – dem Rostrennvogel (C. rufus) – mit den Unterarten rufus und theresae zugeordnet.

## Verbreitung

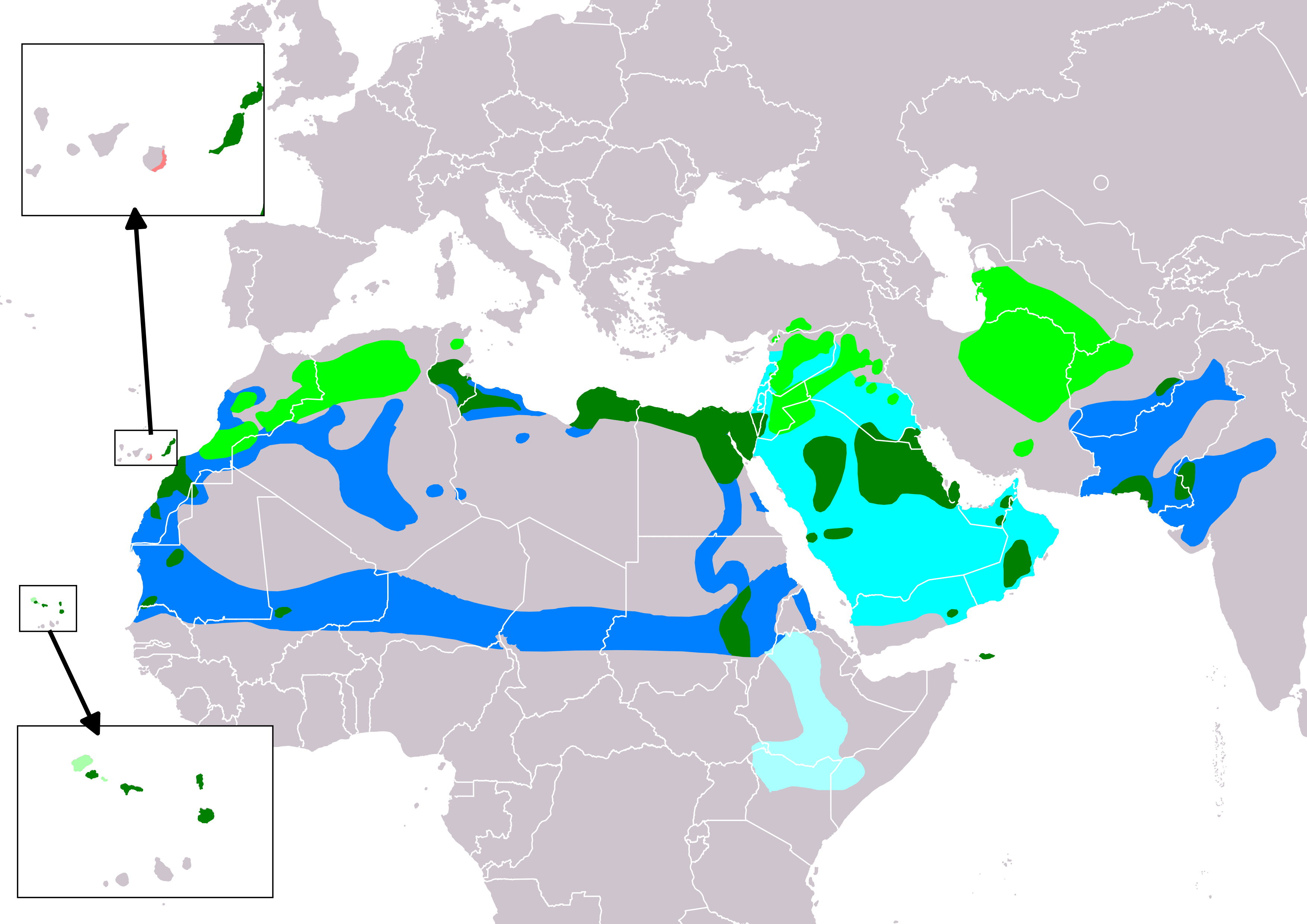
Verbreitungsgebiete des Rennvogels:
Brutgebiete
Ganzjähriges Vorkommen
Migration
Überwinterungsgebiete
Population wahrscheinlich erloschen
Wahrscheinlich ganzjähriges Vorkommen
Wahrscheinliche Überwinterungsgebiete

Der Rennvogel hat ein disjunktes Verbreitungsgebiet und ist im nördlichen Afrika, auf den kanarischen Inseln und Kapverden, im Nahen Osten und südwestlichen Asien bis Turkmenien verbreitet. Es handelt sich um Teilzieher, die nördlichen und nordwestlichen Bestände überwintern in Indien, Arabien, der Türkei und entlang des Südrandes der Sahara.
Die weltweiten Bestände werden als wenig bedroht (lower risk) eingestuft.

## Lebensweise
Im Gegensatz zu anderen Watvögeln bevorzugt der Rennvogel trockenes, offenes Gelände. Er besiedelt Wüstensteppen, Halbwüsten, Sanddünen und sandig-felsige Ebenen. Während der Zugzeiten kommt er auch auf trockenen Weiden sowie Kultur- und Brachland vor. Seine Nahrung besteht aus Gliederfüßern wie beispielsweise Käfern, Heuschrecken, Raupen, Ameisen und Spinnen. In geringerem Maße frisst er auch Landschnecken und Eidechsen. Typisch ist für ihn ein sehr schnelles Laufen kurzer Strecken. Er hält dann plötzlich inne und sichert. Bei Störung flieht er in der Regel laufend. Er nutzt Bodenerhebungen zur Deckung aus.

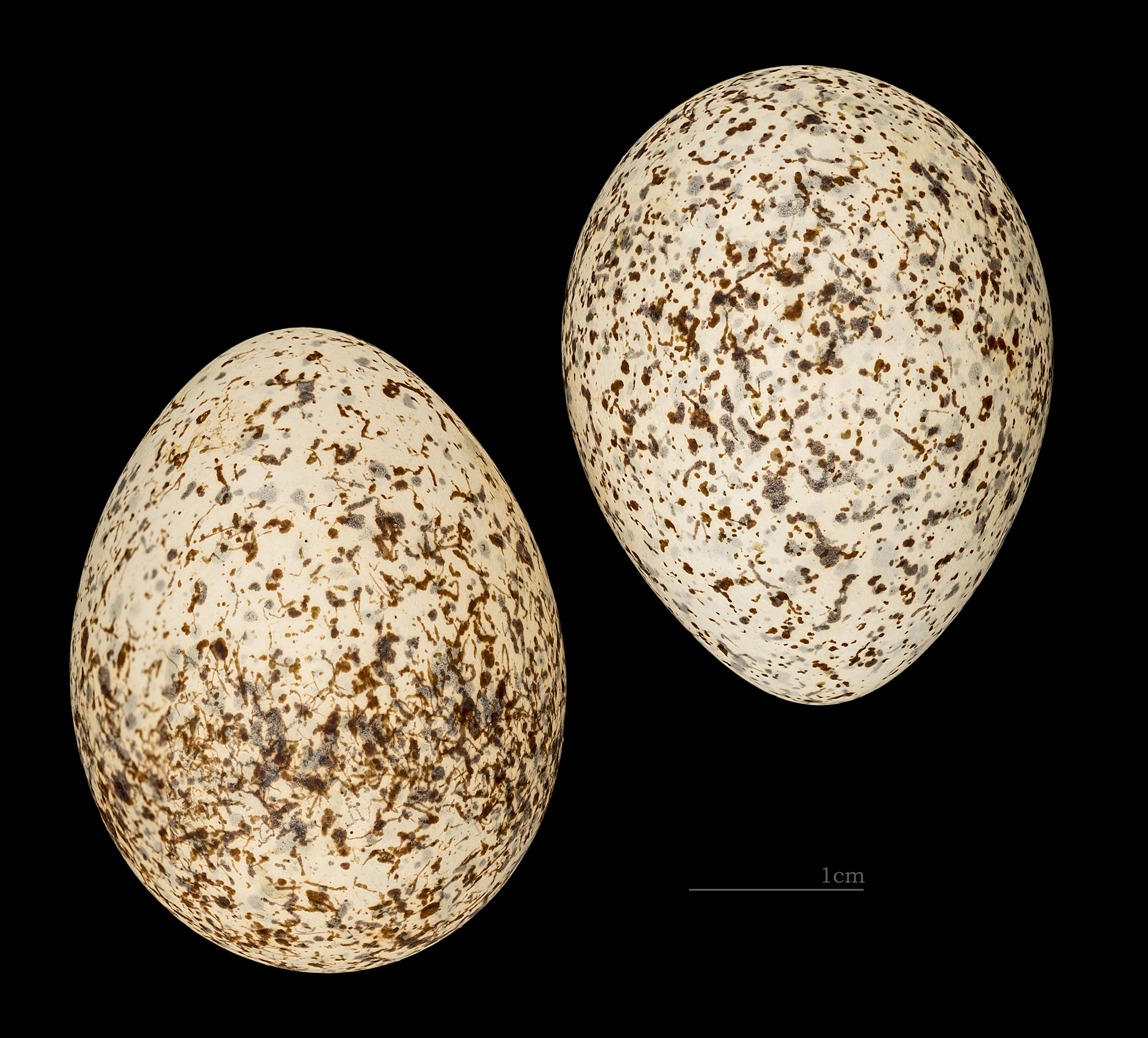
Eier des Rennvogels, Museum von Toulouse

Rennvögel erreichen ihre Geschlechtsreife bereits im ersten Lebensjahr. Das Nest ist eine flache Mulde, die auf trockenem Boden gescharrt wird. Der Legebeginn ist auf den Kanaren und im Nordwesten Afrikas bereits im Februar. Das Gelege besteht gewöhnlich aus zwei Eiern. Diese sind rundoval, fahlbraun bis gelb und fein braun gefleckt. Die Brutdauer beträgt 18 bis 19 Tage, beide Elternvögel brüten. Die Jungvögel sind oberseits gefleckt mit einer schwächeren Kopfzeichnung als die Altvögel. Sie sind mit 26 bis 28 Tagen flügge.

## Bestandssituation
Es gibt Hinweise darauf, dass der Bestand in Syrien während des 20. Jahrhunderts zurückging. Das verminderte Auftauchen von Irrgästen in Mitteleuropa ist Hinweis auf einen Rückgang der Populationszahlen der Nominatform Cursorius cursor cursor. Die sehr kleinen Bestände der Unterart Cursorius cursor bannermanni auf den Kanaren und Cursorius cursor exsul sind potentiell bedroht. Die Unterart Cursorius cursor bannermanni, die auf Fuerteventura noch weit verbreitet ist, ist auf Lanzarote mittlerweile sehr selten und scheint auf Gran Canaria als Brutvogel mittlerweile verschwunden zu sein. Auf Teneriffa hat man jedoch erneut Brutvögel festgestellt. Auf den Kapverdischen Inseln ist der Bestand dagegen stabil.

## Belege

### Einzelbelege
1. ↑  Bauer et al., S. 545
2. ↑  Delany et al., S. 88
3. ↑  Bauer et al., S. 546
4. 1 2  Delany et al., S. 90